# Gabriel Halabrín
Gabriel Halabrín (Brodské, 21 aprile 2003) è un calciatore slovacco, centrocampista dello Template:Calcio Stara Lubovna in prestito dal Ružomberok.

## Carriera
Cresciuto nel Senica, l'11 luglio 2022 si trasferisce al Ružomberok, con cui firma un quadriennale.

## Statistiche

### Presenze e reti nei club
Statistiche aggiornate all'8 settembre 2022.
| Stagione        | Squadra         | Campionato      | Campionato | Campionato | Coppe nazionali | Coppe nazionali | Coppe nazionali | Coppe europee | Coppe europee | Coppe europee | Altre coppe | Altre coppe | Altre coppe | Totale | Totale |
| Stagione        | Squadra         | Comp            | Pres       | Reti       | Comp            | Pres            | Reti            | Comp          | Pres          | Reti          | Comp        | Pres        | Reti        | Pres   | Reti   |
| --------------- | --------------- | --------------- | ---------- | ---------- | --------------- | --------------- | --------------- | ------------- | ------------- | ------------- | ----------- | ----------- | ----------- | ------ | ------ |
| sett. 2021-2022 | Senica          | SL              | 25         | 1          | CS              | 3               | 0               | -             | -             | -             | -           | -           | -           | 28     | 1      |
| 2022-2023       | Ružomberok      | SL              | 8          | 0          | CS              | 0               | 0               | UECL          | 1             | 0             | -           | -           | -           | 9      | 0      |
| Totale carriera | Totale carriera | Totale carriera | 33         | 1          |                 | 3               | 0               |               | 1             | 0             |             | -           | -           | 37     | 1      |